# (4257) Ubasti
(4257) Ubasti est un astéroïde Apollon découvert le 23 août 1987 par Jean Mueller à l'observatoire Palomar.
Cet astéroïde est nommé d'après Ubasti, autre nom de Bastet, déesse égyptienne de la joie du foyer, de la chaleur du soleil et de la maternité aux traits félins dont le centre religieux se trouvait dans la ville de Bubastis (Égypte). Jean Mueller dédicaça ainsi sa découverte à tous les chats d'observatoire.